# Maschinenfabrik Zorge
Die Maschinenfabrik Zorge in Zorge im Herzogtum Braunschweig war eine Maschinenfabrik. Der 1837 gegründete Betrieb war vorübergehend einer der erfolgreichsten deutschen Hersteller von Dampflokomotiven. Er wurde 1867 privatisiert und 1907 abgebrochen.

## Geschichte

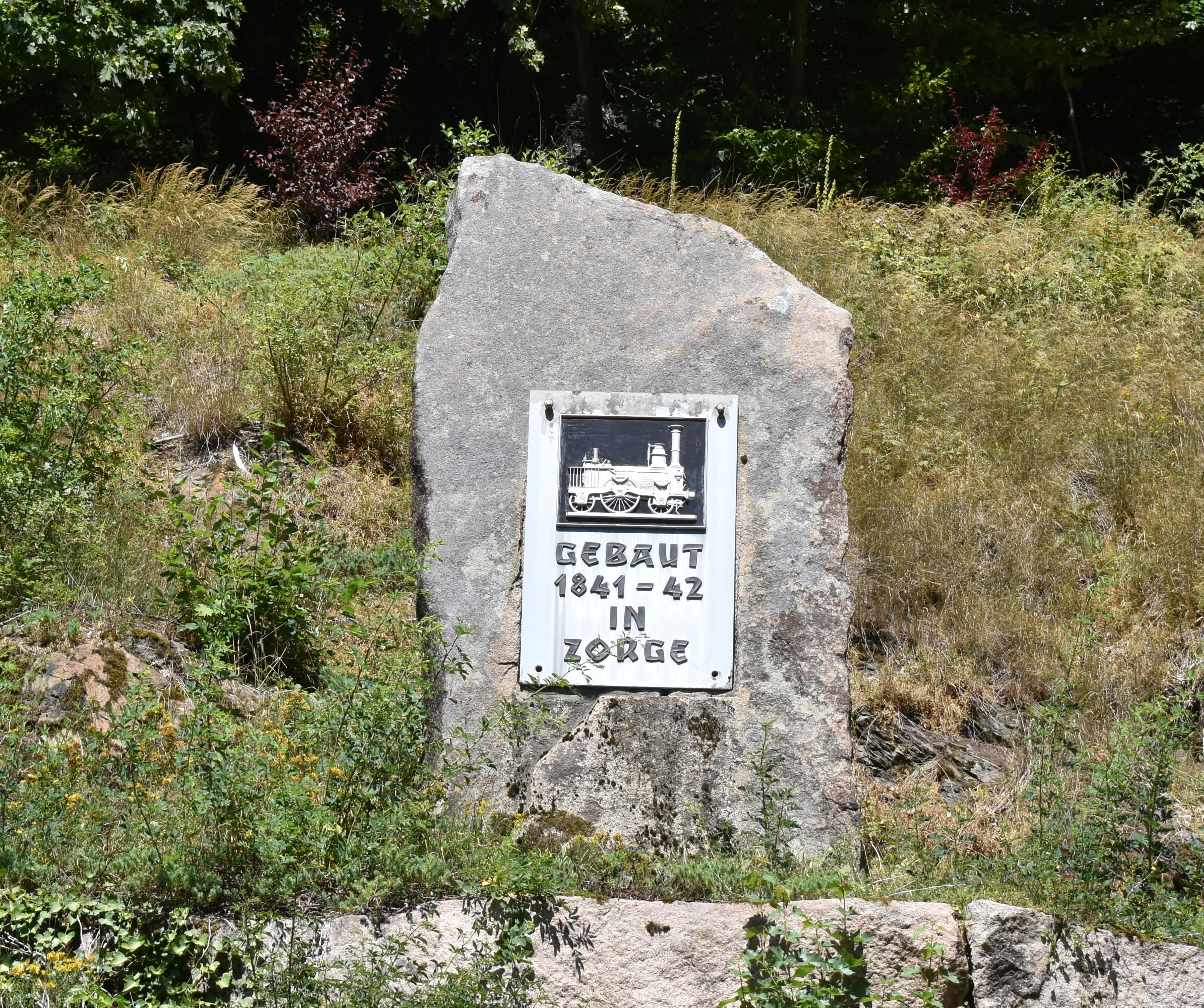
Gedenkstein in Zorge, der an den Lokomotivenbau 1841–1842 erinnert

### Staatliche Maschinenfabrik
Auf Initiative von Philipp August von Arnsberg wurde ab 1837 in Zorge auf dem Gelände der alten Blechhütte in der Straße In den Ellern eine Maschinenfabrik errichtet. Eigentümer der Fabrik war das Herzogtum Braunschweig.
Als im August 1837 der Bau der ersten Eisenbahnstrecke im Herzogtum Braunschweig begann, wurde das Baumaterial zunächst aus England importiert. Bald übernahm die „Hüttenwerk und Maschinenbauanstalt“ Zorge die Materiallieferung.
Die Herzoglich Braunschweigische Staatseisenbahn kaufte ihre ersten Lokomotiven in England. Auch bei diesen wurde versucht, von Importen unabhängig zu werden. Eine 1839 bei Norris in den USA beschaffte Lokomotive baute die Ausbesserungswerkstatt der Bahn in Braunschweig unter zahlreichen Schwierigkeiten bis zum Jahr 1843 nach. Die Maschinenfabrik Zorge lieferte für Original und Kopie die Tender.
Bereits 1837 hatte das braunschweigische Staatsministerium genehmigt, eine Lokomotive und einige Transportwagen zu beschaffen, um sie zunächst als Muster an die Herzoglichen Eisenhütten abzugeben. Die Lieferung der Einzelteile einer 1838 bei Sharp & Roberts in Manchester gekauften Lokomotive nach Zorge dauerte fast zwei Jahre. Bis zum Mai 1842 wurde eine erste Kopie dieser Manchester fertiggestellt. Die Lokomotive mit der Achsformel 1A1 trug den Namen Zorge. Sie kostete die Herzoglich Braunschweigische Staatseisenbahn 13.000 Taler. Die Fabrik fertigte danach fünf weitere Lokomotiven gleicher Bauart für die Staatseisenbahn. Das Heimatmuseum Zorge zeigt ein Modell im Maßstab 1:10.
Die von der Maschinenfabrik Zorge gelieferte Lokomotive war laut Veröffentlichungen gelungen. Bei Versuchsfahrten mit einem Funkenfänger auf der Strecke zwischen Braunschweig und Vienenburg im Herbst 1843 verbrauchte die Zorge pro Meile 172,4 Pfund Kohle oder 29,2 Kubikfuß Föhrenholz oder 23,5 Kubikfuß Eichenholz oder 338 Pfund Torf.
1843 war die Maschinenbau-Anstalt Zorge mit sechs bis dahin produzierten Lokomotiven nach Borsig in Berlin und der Maschinenfabrik der Wien-Gloggnitzer Eisenbahnkompagnie in Wien der drittgrößte deutschsprachige Hersteller. Allerdings waren nur 44 der 267 in Deutschland vorhandenen Lokomotiven im Inland hergestellt. 180 waren aus England, 27 aus den USA und 16 aus Belgien importiert.
Die Maschinenbau-Anstalt zur Zorge im Harz war im Jahr 1844 einer von 15 bekannten Lokomotivproduzenten im damaligen Deutschen Bund.
Der Ort Zorge erhielt erst im Jahr 1907 einen Bahnanschluss (Bahnstrecke Ellrich–Zorge). Die in den 1840er Jahren nächstgelegene Bahnstrecke aus Braunschweig endete seit 1842 im 40 km Luftlinie entfernten Bad Harzburg. Die in Zorge produzierten Lokomotiven wurden mit Pferdewagen dorthin gezogen. Die Straße führte über Torfhaus (800 m hoch im Oberharz gelegen). Der Transport erforderte bis zu 20 Pferde. Der alternative Weg um den Harz herum zum Bahnhof Seesen wäre 100 km lang gewesen.
Nach sechs in Zorge gefertigten Lokomotiven wurde die Produktion vorerst eingestellt.
Drei der Maschinen wurden bis 1845 an die Königlich Hannöversche Staatseisenbahnen abgegeben, zwei davon hatten zuvor fast ein Jahr im Fabrikhof in Zorge gestanden.
Zu Existenz und Verbleib der in einer Quelle genannten insgesamt etwa 40 bis 1849 in Zorge hergestellten Lokomotiven gibt es keine Nachweise.
Ein Teil der Zorger Fachkräfte wechselte zur Maschinenfabrik Egestorff in Linden bei Hannover, wo ab 1846 auch Lokomotiven hergestellt wurden.
Die Maschinenfabrik Zorge produzierte fortan leichter zu transportierende Lokomotiv-Tender, Dampfkessel und anderes Eisenbahnzubehör. Dazu kamen zum Beispiel Druckpressen nach einem Patent von Eduard Vieweg.
Im Jahr 1846 erhielten sechs von Stephenson an die Sächsische Staatsbahn gelieferte Lokomotiven in Zorge gefertigte Kessel.
Die Maschinenfabrik Zorge lieferte Tender zum Beispiel an die Sächsisch-Schlesische Eisenbahngesellschaft.
Die Tenderproduktion wurde 1851 an die Maschinenfabrik Egestorff abgegeben.
Von 1839 bis 1851 waren in Zorge 6 Lokomotiven sowie 42 Tender und 25 Güterwagen hergestellt worden.
| Betriebs-Nr. | Name        | Lieferung     | Verbleib                                                                                       |
| ------------ | ----------- | ------------- | ---------------------------------------------------------------------------------------------- |
| 5            | Zorge       | Mai 1842      | Ausmusterung 1861                                                                              |
| 6            | Hackelberg  | 16. Juli 1842 | Ausmusterung 1867                                                                              |
| 9            | Harzburg    | 21. Apr. 1843 | Ausmusterung 1860                                                                              |
| 14           | Magdeburg   | 6. Okt. 1843  | 1844 Verkauf an die Königlich Hannöverschen Staatseisenbahnen: Magdeburg 7, Ausmusterung 1858. |
|              | Elbe        | 17. Jan. 1845 | ab Werk an die Königlich Hannöverschen Staatseisenbahnen: Elbe 10, Ausmusterung 1858.          |
| 13           | Blankenburg | 19. Feb. 1845 | ab Werk an die Königlich Hannöverschen Staatseisenbahnen: Blankenburg 11, Ausmusterung 1857.   |

### Privatisierung
Am 26. Oktober 1867 kaufte das Bankhaus Eltzbacher & Co. die Maschinenfabrik Zorge. Zusammen mit gleichfalls erworbenen Erzgruben bei Hüttenrode und einem 1872 fertiggestellten Hochofenwerk in Blankenburg war sie ab 1870 Teil der AG Harzer Werke zu Rübeland und Zorge. Mit der etwa 7 km von Zorge entfernten Station Ellrich an der 1869 eröffneten Bahnstrecke Northeim–Nordhausen gab es zudem einen leichter zu erreichenden Bahnanschluss.
Auf der von 1872 bis 1885 zwischen den Gruben und dem Hochofenwerk betriebenen, zur Überwindung des Höhenunterschieds in fünf Abschnitte geteilten normalspurigen Erzstufenbahn Braunesumpf–Blankenburg wurden mindestens sechs Lokomotiven aus der wieder aufgenommenen Produktion der nun Maschinenfabrik der Harzer Werke genannten Fabrik in Zorge eingesetzt. Es waren 7,5 t schwere Maschinen mit Stehkessel.
Eine dieser Lokomotiven wurde mit der Fabriknummer 12 auf der Weltausstellung 1873 in Wien gezeigt. Die kleine, einfach zu steuernde Maschine war eine 23 PS starke Tenderlokomotive mit der Achsformel B. Der Lokomotivführer der nur 3,68 m langen Maschine war zugleich ihr Heizer. Er war durch ein Blechdach vor der Witterung geschützt und konnte sich auf der Lokomotivplattform um den Kessel bewegen und die Maschine von vorn und von hinten bedienen.
Bereits 1867 bot die Fabrik sieben verschiedene Lokomotivtypen an, die von Ewald Busse konstruierte 12 war vom Typ II. 40 Lokomotiven dieses Typs wurden von 1871 bis 1879 hergestellt und auch an verschiedene Werkbahnen verkauft. Die mit der höchsten bekannten Fabriknummer 67 war 1893 bei der Papierfabrik Baienfurt eingesetzt. Möglicherweise war die Produktion bereits 1879 eingestellt worden. Der Konstrukteur Busse hatte die Maschinenfabrik in Zorge 1880 verlassen, um ein eigenes Unternehmen zu gründen. Die Anzahl der seit 1842 insgesamt in Zorge produzierten Lokomotiven könnte jedoch niedriger als 67 sein, da eventuell auch im Werk hergestellte Kessel oder ausgeführte Reparaturen eine Fabriknummer erhalten haben. Nach anderen Quellen wurden bis 1882 etwa 80 Maschinen oder insgesamt nur 40 Lokomotiven in Zorge hergestellt.
Die Gebäude der Maschinenfabrik wurden 1907 abgebrochen.